# Wyżeł portugalski
Wyżeł  portugalski – rasa psów myśliwskich z grupy wyżłów. Zaklasyfikowana do sekcji wyżłów kontynentalnych, występuje w podsekcji psów w typie gończego. Podlega próbom pracy.

## Rys historyczny
Pierwotnie wyżeł portugalski używany był do polowań z sokołami na kuropatwy.
Rasa ta jest uznawana za przodka angielskiego pointera, tak jak inne, regionalne – często już wymarłe – rasy wyżłów z Półwyspu iberyjskiego, a sama pochodzi od płochaczy.

## Zachowanie i charakter
Wyżeł portugalski jest psem pracującym w sposób zbliżony do wyżła niemieckiego krótkowłosego. Oddanym właścicielowi jest łatwy w prowadzeniu, nieufny wobec obcych mu osób.

## Użytkowość
W Portugalii wyżeł portugalski jest głównie hodowany przez myśliwych do aportowania i wystawiania drobnej zwierzyny.

## Popularność
Perdigueiro portugues jest w swoim kraju popularnym psem, trzymanym tylko i wyłącznie przez myśliwych. Poza terenami swojej ojczyzny jest nieznany.